# Зибров, Геннадий Васильевич
Зибро́в Генна́дий Васи́льевич (род. 29 октября 1961, село Борщёво, Панинский район, Воронежская область, РСФСР, СССР) — российский военачальник и деятель военного образования. Начальник Военно-воздушной академии имени профессора Н. Е. Жуковского и Ю. А. Гагарина с 13 декабря 2012 года, генерал-полковник (12.12.2016). Доктор педагогических наук (2005). Профессор (2005).

## Биография
Родился в семье рабочего. Окончил 8 классов Борщёвской школы и среднюю школу № 5 в Воронеже.
В Вооружённых силах СССР с 1979 года. Окончил Воронежское высшее военное авиационное инженерное училище в 1983 году. С 1983 года служил в ВВС Группы советских войск в Германии — помощник начальника штаба по кадрам и строевой части 343-й отдельной вертолётной эскадрильи, с 1984 года — помощник начальника штаба по строевой части и кадрам отдельного батальона аэродромно-технического обеспечения вертолётного полка, с 1985 года — помощник начальника штаба по строевой части и кадрам авиационно-технического полка, с 1986 года — помощник начальника отделения кадров гвардейской истребительной авиационной дивизии. С 1989 года служил в ВВС Дальневосточного военного округа — помощник начальника отделения кадров авиационной дивизии истребителей-бомбардировщиков воздушной армии, с того же 1989 года — офицер отдела кадров воздушной армии, с 1991 года — старший офицер отдела кадров воздушной армии. С 1992 года — заместитель начальника отдела кадров, а с 1993 года — начальник отдела кадров Воронежского ВВАИУ.
Окончил Военно-воздушную академию имени Ю. А. Гагарина в 1998 году (с отличием) и назначен заместителем начальника Воронежского военного авиационного инженерного института по материальному обеспечению, с 2000 года заместитель начальника ВВАИИ по тылу — начальник тыла.
С ноября 2001 по ноябрь 2008 года — начальник Воронежского ВВАИУ, с ноября 2008 по июль 2012 года — начальник Военного авиационного инженерного университета.
С августа по декабрь 2012 года — временно исполняющий обязанности заместителя начальника Военно-воздушной академии имени профессора Н. Е. Жуковского и Ю. А. Гагарина по учебной и научной работе.
С 13 декабря 2012 года — начальник Военно-воздушной академии имени профессора Н. Е. Жуковского и Ю. А. Гагарина.
Автор около 150 научных и научно-методических работ по основам военного управления, военно-профессиональной подготовки офицерских кадров, повышения эффективности и качества образовательного процесса, а также военной педагогике и психологии.
Доктор педагогических наук (2005). Профессор (2005).
6 марта 2022 года после вторжения России на Украину подписал письмо в поддержу действий президента Владимира Путина.

## Воинские звания

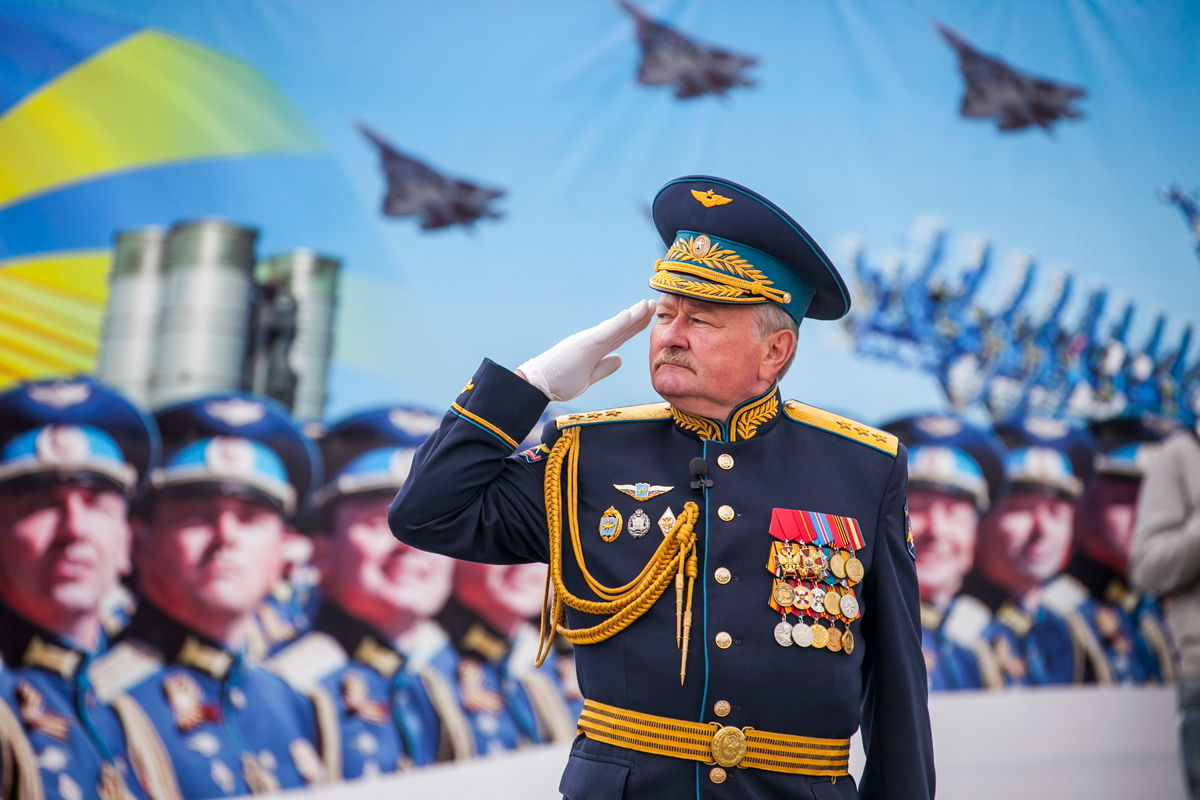
Генерал-полковник Геннадий Зибров
на церемонии выпуска офицеров ВУНЦ ВВС ВВА. Воронеж, 29 июня 2019 года

- генерал-майор (10.12.2002)
- генерал-лейтенант (12.06.2013)[4]
- генерал-полковник (12.12.2016)

## Награды
- Орден «За заслуги перед Отечеством» III степени
- Орден «За заслуги перед Отечеством» IV степени (22.04.2013)
- Орден «Александра Невского» (26.12.2017)
- Орден «За военные заслуги» (04.09.2000)
- Орден Почёта
- Медаль Жукова
- Почётное звание «Заслуженный военный специалист Российской Федерации» (03.06.2006)
- Именное огнестрельное оружие (пистолет ПММ) (04.2004)
- Почётный гражданин Воронежа (2009)
- Почётный гражданин Воронежской области (2016)
- Почётный знак «За добросовестный труд и профессионализм» (Воронежская область, 13.01.2022)[5]
- Награждён 20 медалями Министерства обороны, Министерства внутренних дел, Министерства по делам гражданской обороны, чрезвычайным ситуациям и ликвидации последствий стихийных бедствий, Министерства образования и науки. Имеет награды республик: Абхазия, Армения, Беларусь, Казахстан, Таджикистан.

## Труды и публикации
- Зибров Г. В. Историко-педагогический анализ военно-профессиональной подготовки в вузах Военно-воздушных сил: монография. — Воронеж: ИПЦ «Научная книга», 2003. — 136 с.
- Личностно-профессиональное становление офицеров в военном вузе: учебное пособие / Под общ. ред. Г. В. Зиброва. — Воронеж: ВВВАИУ, 2008. — 328 с.

- Зибров Г. В., Пахмелкин А. В., Умывакин В. М. Методологические аспекты графо-аналитического подхода к комплексному геоэкологическому районированию территорий // Вестник ВГУ. Сер. «Геология». — 2010. — № 1. — С. 270—281.
- Зибров Г. В., Ю. Л. Козирацкий, Д. Б. Островский Совершенствование форм и способов применения авиационных тактических ударных групп при поражении объектов систем управления противника в ходе военно-воздушной операции // Вестник ВАИУ. — 2010. — № 3 (10). — С. 11-14.
- Зибров Г. В. Педагогика: учебник / Г. В. Зибров, И. М. Самсонова, В. Д. Еременко и др. ‒ Воронеж: ВАИУ, 2010. ‒ 240 с.
- Зибров Г. В. Совершенствование организационных форм и средств обеспечения работоспособности военной техники / Г. В. Зибров, В. Н. Старов, В. Ф. Лазукин и др. // Вестник ВАИУ. — 2012. — № 1 (15). — С. 11-18.
- Зибров Г. В. Учение об экологических знаниях: монография / Г. В. Зибров, О. П. Негробов, А. Н. Тимофеев и др. — Воронеж: ВАИУ, 2012. — 197 с.
- Психология и педагогика. Военная психология и педагогика: учебник / Под общ. ред. Г. В. Зиброва. ‒ Воронеж: ВАИУ, 2012. — 332 с.
- Зибров Г. В., Терещенко А. Г. Историко-педагогический опыт реформы военного образования России во второй половине XIX века // Мир образования — образование в мире. — 2013. — № 1. — С. 26-35.
- Зибров Г. В. Системы метеорологического, экологического и аэрокосмического мониторинга: монография / Г. В. Зибров, М. В. Билетов, Д. В. Гедзенко и др. — М.: Радиотехника, 2015. — 184 с.
- Зибров Г. В. Квалиметрические модели и методы интегральной оценки экологической безопасности территорий военных природно-технических систем: монография / Г. В. Зибров, В. В. Михайлов, В. М. Умывакин. — М.: Радиотехника, 2015. — С. 160—170.
- Зибров Г. В. Экологический мониторинг приаэродромных территорий на основе интегральной оценки техногенного воздействия военной авиации на окружающую среду: монография / Г. В. Зибров, В. В. Михайлов, В. М. Умывакин. — М.: Радиотехника, 2015. — С. 171—180.
- Зибров Г. В. Варианты проектных решений и выбора оптимальных направлений, обеспечивающих генерирование новых технических решений / Г. В. Зибров, В. Н. Старов, Е. В. Смоленцев и др. // Фундаментальные и прикладные проблемы техники и технологии. 2015. — № 2. — С. 68-74.
- Зибров Г. В. Научные роты на службе в Вооруженных Силах Российской Федерации / Г. В. Зибров // Военная мысль. 2016. — № 10. — С. 59-64.
- Справочник офицера автомобильной и электрогазовой службы ВВС / Под общ. ред. Г. В. Зиброва. — Воронеж: ВУНЦ ВВС «ВВА», 2016. — 392 с.
- Зибров Г. В. Актуальные аспекты психологического сопровождения профессиональной подготовки курсантов военных вузов Воздушно-космических сил Российской Федерации: монография / Г. В. Зибров, А. А. Караванов, В. Н. Машин и др. — Воронеж: ООО "Издательство «Ритм». 2016. — 134 с.
- Зибров Г. В. Моделирование процесса нанесения массированного удара авиационной группировкой с учётом внезапности / Г. В. Зибров, В. В. Андреев, А. Т. Албузов // Вестник ВВА. 2017. — № 1 (28). — С. 22-28.
- Зибров Г. В. Методика оценки эффективности радиоэлектронного поражения противником наземных пространственно-протяженных объектов системы управления войсками / Г. В. Зибров, С. Н. Курилов, А. В. Шамарин // Вестник ВВА. 2017. — № 3 (30). — С. 5‒12.
- Зибров Г. В. Модель реализации дидактических средств, функционирующих на базе ИКТ, в информационно-образовательной среде военного вуза / Г. В. Зибров, А. В. Белошицкий, Д. В. Мещеряков и др. // Вестник Воронежского государственного университета. Серия: Проблемы высшего образования. 2017. — № 4. — С. 25-31.
- Зибров Г. В. Роль и место военных учебно-научных центров в обеспечении технологического развития Вооруженных Сил Российской Федерации / Г. В. Зибров, А. В. Белошицкий, Д. О. Стрельников // Военная мысль. 2018.- № 5. — С. 69-77.
- Зибров Г. В. Определение критичных траекторий гибридных действий / Г. В. Зибров, В. В. Андреев, Н. Т. Шевцов // Воздушно-космические силы. Теория и практика. 2018. — № 5. — С. 8-16.
- Зибров Г. В., Скибо Т. Ю. Анализ качества информатизации образовательной среды военного вуза // Воздушно-космические силы. Теория и практика. — 2018. — № 5 (5). — С. 141—153.